# 林業

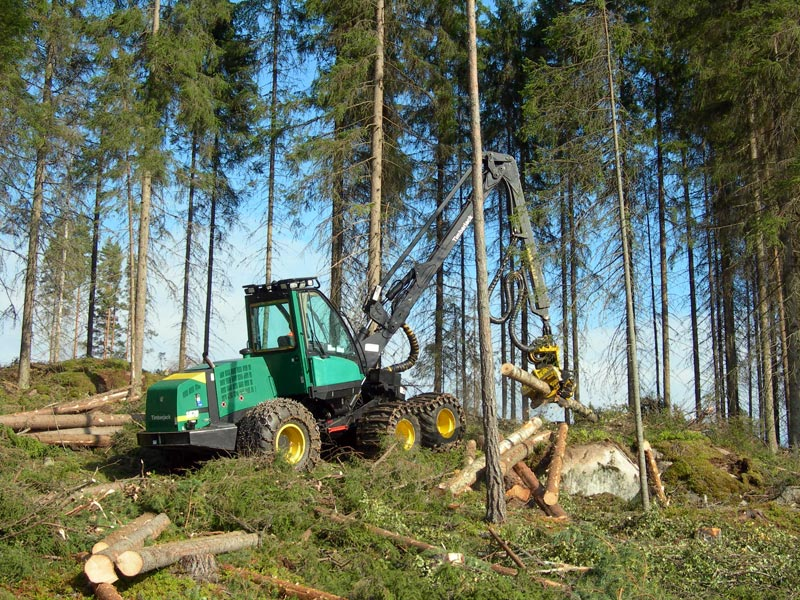
伐採した木をハーベスターで処理する様子

林業（りんぎょう、英：forestry）とは、山林で経済的利用を目的として、木材製材用の丸太やきのこ・薬草・樹脂などの、林産物を生産する産業である。また、樹木の植林、育成、伐採、管理を行い、林産物を再生産する産業である。第一次産業の一つ。

## 概要
林業とは、経済的利用を目的として樹木を伐採し林産物を生産する産業である。木材を生産するために植林や間伐、枝打ち、下草刈りなど林木の育成、管理を行う。管理されていない場所の広葉樹の森林などでも樹木を伐採し林産物を生産する。
また広い意味で理解すると、その産業活動に付随して、森林の造成、保全、利用に関わる活動全般、森林の林産物生産育成を始めとして、
国土の保全、水源かん養、生物多様性維持などの森林の持つ公益的機能を保持する役割など、森林樹木の利用及び維持のための仕事などが広い意味で林業と呼ばれることもある。
木材等の林産物のほか、薪、木炭、漆、竹、きのこ類などの特用林産物の生産なども林業に含まれる。
世界農林業センサスの定義によると、1ヘクタール以上を所有する世帯を「林家（りんか）」と呼び、それ以外の「林業経営体」、林業事業体として、会社、社寺、共同、各種団体・組合、財産区、慣行共有、市区町村、地方公共団体の組合、都道府県、国及び特殊法人がある。林業事業体が必ずしも施業を行っているとは限らない（森林組合に作業を委託するなど）。
2020年の世界の森林蓄積量は約5570億立方m、2017年の日本の森林蓄積量は約52.4億立方mである。日本の森林蓄積量はこの50年で約3倍に増加している。

## 歴史
古くから人間は林産資源や動物資源を求めて森林を利用してきたが、継続的に管理し利用するようになったのは12世紀頃からであると考えられている。

### 日本
日本では古代から木造建築をはじめ日用品の隅々に到るまで木製品が使われており、必要な用材を確保するため林業は古くから行われていたと考えられているが、中世には寺社造営などに際して木材伐採を命じた文書が存在し、当該期には確実に山林資源の管理が行われていたと考えられている。
戦国期には戦国大名の大名領国の成立に伴い材木伐採や林産資源の採取、炭焼きや漆の採取、鉱山経営、狩猟など山における諸職人が領主権力に掌握され組織化し、戦国大名の本拠では居館を中心に城下町が形成され、城郭の普請や寺社の造営などこの時期には木材需要が増加し、山の民は領主権力から用益権を保証され、領主の必要とする資源や技術を提供した。なお、材木伐採や製材に関わる職人の呼称は「山造」など地域によって様々なものがある。
江戸時代に入ると、江戸幕府や藩によって御林が設定された。
現在の鳥取県八頭郡智頭町は鳥取藩の下で産業振興のためのスギの植林が進められ、慶長年間（1596年〜1615年）に造林されたというスギの人工林、慶長スギといわれる古木が残っている。同地域は2018年に「智頭の林業景観」として重要文化的景観に選定されている。
明治維新後には御林は新政府に引き継がれ、現在の国有林の原型となった。プロイセン（ドイツ）の林業に学んだ林学者松野礀が東京山林学校を設立し、本多静六や、緒方道平、志賀泰山、中村彌六 ・高島得三らが森林の育成に従事した。1873年のウィーン万国博覧会では、和風建築を含む出品物が人気を博した。
戦時中には乱伐により山林が荒廃した。多くの山林が伐採されたままとなった。
ところが戦後にはアメリカ合衆国軍の軍需に見合う輸出用合板の生産が求められ、その原料のラワン材、また米国・ソ連製の丸太・製材品の輸入を拡大せざるを得なくなった。
1950年代には燃料消費の変化で木炭消費量が減少し、原木から製炭を行う山村の過疎化を招いたが、一方で同じ原木から生産するきのこ栽培が普及した。
他方1955年以降（昭和30年代）には高度経済成長に伴い、林業が振興されて復旧造林が行われ、燃料消費構造の変革により利用価値の小さくなった薪炭林や老齢過熟の天然林が、生産性の高いスギ・ヒノキなどの人工林に転換されたり（拡大造林）、奥地林の開発が行われた。また、チェーンソーや集運材機など高性能な林業機械、林地除草剤の普及による技術革新で伐採や集材、地ごしらえや下草刈りなどの省力化が図られ素材生産量は飛躍的に増大し、優良樹を選別して育成する品種改良も行われた。1956年（昭和31年）には森林開発公団が発足した。
1964年（昭和39年）には、林業生産の増大を定めた森林・林業基本法が制定されたが、その逆に、それまでは国産材の不足分を補う位置づけであった外材の丸太は、輸入関税が撤廃された。そのため1965年以降（昭和40年代）、安い外材は石油に次ぐ輸入量となり、木材価格の低迷が生じた。加えて、山村の過疎・高齢化、労賃高騰などの影響を受けて日本の林業は衰退に向かった。
そのこともあり、昭和40年代後半の土地ブームでゴルフ場開発が多発し、都市環境の過密化や公害の問題から、森林の公益的機能への関心や環境保全運動が高まり、自然保護団体の運動が行われるようになった。1978年（昭和53年）には森林組合法が設置されるに至った。
1981年には国内木材消費9476万m3のうち、6296万m3（66％）が外材であった。さらに同年には建築基準法改定が行われ、これに対応できない国産材が住宅メーカーに敬遠されるようになり、日本の住宅の多くが、北欧などの輸入材で建てられるようになった。日本の林業は1980年代から1990年代にかけても非常に衰退した。
1997（平成9）年度から2001（平成13）年度まで、農林水産省は農林家経営動向調査を実施した。「農林統計に用いる地域区分」の「中間農業地域」及び「山間農業地域」に所在する販売農家（経営耕地面積30a以上または農産物販売金額50万円以上の農家）及び保有山林面積20ha以上の林家を対象とした。2000（平成12）年度には、中山間地域等直接支払制度（傾斜などの農業生産条件が不利な地域において、5年以上農業を続けることを約束した農業者の方々に対して、交付金を交付する制度）が創設された。
2013年には、輸入製材の70％はカナダからの輸出品であり、輸入合板の90％以上はマレーシアからの輸出品である。このため、拡大造林政策で植林されたスギ・ヒノキが大量に山に取り残されており、スギ花粉症の原因として槍玉に上がっている。
一般社団法人日本森林学会が日本林業史の顕彰目的で、2013年に林業遺産選定事業を開始した。

### 韓国
1910年ごろには漕運船の需要やオンドルの普及により森林の枯渇が進行しており、大日本帝国朝鮮総督府は、毎年3億本を植林する造林政策を実施したが、その費用と負担は民間の山林所有者らに転嫁されたと言われている。日中戦争（1937年）の勃発による乱伐により再び森林は枯渇し、戦後の1973年から治山緑化10カ年計画が実施され16年間で205万haに49億本の苗木が植えられた。「第二次大戦後、山林復旧に成功した唯一の開発途上国」（国連食糧農業機関、1982年）という評価を得ている。

### カナダ
以下、製材会社（営林会社）をあげる。
- ウェスト・フレイサー・ティンバー（英語版） - カナダでトップシェアの会社。
- キャンファ（英語版）  - 1930年ごろ創業のブリティッシュ・コロンビアの会社[12]。
- リソリュート・フォレスト・プロダクツ（英語版） - 製紙産業のための製材所。
- トルコ（英語版） - 1956年設立。世界市場向けに生産している。
- J・D・アーヴィング（英語版） - 森林経営もする造船業者。
- ヴァイヤハイザー（英語版） - 米国の営林製材会社。

### アメリカ
19世紀のアメリカでは、北西部の森林地への投資により林業が発達した。ジョージ・パック・ジュニアはニューヨーク州からミシガン州に移住し、720エーカーの森林を購入して製材所を経営し初め、1860年代はミシガン州の製材産業の黄金時代となった。1870年には変わってウィスコンシン州が栄えた。オークレア、マラソン、フォンデュラク、ラクロスなどに併せて80以上の製材所が設けられた。1880年には再びミシガン州でサギノーが木材生産の頂点となった。北西部の木材生産量が年間最大となったのは、北部諸州全体でストローブマツ85億フィートを生産した1890年である。
また、コネチカット州は、1637年の英領植民地の設置から1850年にかけ、森林被覆率が90%以上から30%まで下がっていた。そこでドイツに学んだ農学者ウィリアム・ブリュワーらは森林保護の概念を広め、1900年初頭には森林長官ハウズ（Austin F. Hawes ）をトップとする州立林業協会が州保護林の確保と運用を開始した。次いで南部諸州の林業が発達して、1910年代には南部諸州生産量は北部諸州のほぼ2倍に成長した。
ミシガン州のパック氏は3代目のチャールズ・パックも林業を継承しており、第一次世界大戦の際にはアメリカ人大富豪の上位5名の中に含まれている。第二次世界大戦後は、米国国防省が日本の、米国国務省が台湾の林業法を策定して森林資源の再建を推進したが、4代目のランドルフ・パックはこれを支援した。
また、 森林王と言われたフリードリヒ・ヴァイヤハイザーが1900年に西海岸ワシントン州で設立したヴァイヤハイザー社は現在、米国で500万ha、カナダで570万haを営林している。

### マレーシア
マレーシアでは現在、サムリング・グループ（Samling、128万haを経営） 、RHグループ（100万ha）、シン・ヤン・グループ（Shin Yang、50万ha）、タ・アン・グループ（Ta Ann、43万ha）、WTKグループ（35万ha）の、6大森林経営会社があり、これらの合計372万ヘクタールが商業森林地となっている。

## 木材貿易
中国は広葉樹丸太輸入量が世界輸入量の39％を占めるが、2020年の輸入量はコロナ禍の影響で落ち込んだ。一方、針葉樹製材輸入量は、2010年から2020年までに10百万m3から2.8倍に増加した。主にロシアから輸入されている。ただ、豪州産木材でのキクイムシ発生と、2022年からのロシア側の輸出規制により、他地域から年間1300万m3程度の丸太調達が必要になっており、EUから中国向けの輸出丸太が増加している。
日本から中国向けの輸出丸太はフェンス材に加工され米国へ輸出されていたが、2020年に米国が中国からの輸入を規制したため日本でも輸出の伸びがやや落ちている。他方でベトナムから米国への合板輸出が増加している。
2021年から2022年のウッドショックでは世界的に木材価格が高騰したが、製材価格は2022年後半から、素材価格は2023年度から下落傾向にある。2024年8月の円高の影響も見込まれる。

## 日本の林業
林業で行われる森林の育成や管理は施業（せぎょう）とよばれ、経営と森林に対する行為とが一体のものとして扱われる。これは、森林に対する伐採や植栽などの行為を、いつ、どれだけ、どのように行うかにより、将来収穫される木材の量や質（＝収入）が決定されることに由来する。
日本の林業は国際競争の激化による木材価格の低下、そして時代に対応した製材品を供給するための投資を怠ったことから競争力を失い、森林の手入れも充分ではなくなっているために、森林の保全が叫ばれている。日本森林の荒廃は、水源涵養機能や表面侵食防止機能などの公益的機能を低下させ、その損害は周辺の住民全体が被ることになる。
日本の木材自給率は2020年で41.8%と、森林の豊富な国としては低い。主因は、日本の木材生産の多くが急峻な斜面で行われていることによるコストの高さ、過疎化や3Kといった理由による後継者不足により、日本の林業が不振であることによる。ただし、環境規制の強化や需給逼迫により国際的な木材価格は高騰しており、自給率は2002年の18.8%から上昇傾向にある。既に国産材の価格は高品質な北欧材・北米材の価格を大きく下回っており、合板用材に占める国産材の割合が急増している（製材品は高品質が求められるため、北欧材などに比べ低品質な国産材の需要はなかなか回復していない）。
国勢調査によれば、1985年に12万6343人いた林業従事者は、2020年には4万3710人まで減少し続けている。ただ、2003年から始まった緑の雇用事業により、新規就業者数が増加し、現在は年3千人前後で推移している。
特用林産物は農林家の収入源として大きな役割を果たしておりその約95%を栽培きのこ類や山菜類などの食用が占める。日本では2000年から2020年頃まで林業産出額の中で林産物と同等の比率があったが、近年は木材の価格高騰から林産物の比率が高まっている。
近年では、徳島県の海部森林組合において、労働災害の虚偽報告や労働安全衛生法違反が指摘されるなど、森林組合における労働問題も注目されている。

### 林家
保有山林面積1ヘクタール以上の世帯を林家（りんか）と呼ぶ。多くの自治体では固定資産税課税標準額が30万円未満であれば、その山林には固定資産税がかからない。
2020年の世帯数は約69万戸で保有山林面積の合計は約459万haとなっている。
5年ごとに行う「2015年世界農林業センサス」の調査時に比べ世帯数は約14万戸、面積は約58万ha減っている。

### 林業経営体
「林業経営体」とは、自己又は他人の保有する森林において、事業主自身または直接雇用している作業職員又は他者への委託により造林、育成、生産等の林業生産活動を行っている経営体で、以下のいずれかに該当する者である。
1. 保有山林面積が3ha以上かつ過去5年間に林業作業を行うか森林経営計画又は森林施業計画を作成している、
2. 委託を受けて育林を行っている、
3. 委託や立木の購入により過去1年間に200㎥以上の素材生産を行っている。

林業経営体の数は、2020年で約3.4万経営体、保有山林面積約332万haである。このうち、家族で経営を行い法人化していない「個人経営体」の数は約2.8万経営体で、林業経営体の約8割を占め、残りを「組織経営体」である森林組合、民間事業体（林業事業体）などが占めている。
森林組合と民間事業体は、主に森林所有者等からの受託若しくは立木買いによって造林や伐採等の作業を担っているが、5年ごとに行う「2015年世界農林業センサス」の調査時に比べ経営体は約5.3万経営体、面積は約105万haと大幅に減っている。
林野庁が実施した「緑の雇用」アンケートによると、年収は林業経験年数と賃金の水準を比較すると、林業経験年数が10年以下の者では年収（手取り）250から300万円がおよそ3割で最も多く、11年以上の者では350から400万円がおよそ3割となっている。
合法木材供給を維持する制度としては、各地域木材産業共同組合が連合した各都道府県の木材（産業）共同組合連合会が、事業者認定団体として設けられている。林業経営と製材所経営を兼ねる企業や、林業経営と市場経営を兼ねる企業もある。

### 林産物
林産物とは山林で生産される生産物のこと。
| 国産材・針葉樹 | 国産材・針葉樹 | 国産材・針葉樹                       |
| -------------- | -------------- | ------------------------------------ |
| スギ科         | スギ属         | スギ                                 |
| ヒノキ科       | アスナロ属     | ヒノキ、サワラ                       |
|                | ネズコ属       | ネズコ                               |
|                | ヒノキ属       | アスナロ、ヒノキアスナロ、ヒバ       |
| マツ科         | カラマツ属     | カラマツ                             |
|                | ツガ属         | ツガ                                 |
|                | トウヒ属       | トヒ、エゾマツ                       |
|                | トガサワラ属   | トガサワラ                           |
|                | マツ属         | アカマツ、クロマツ、ヒメコマツ       |
|                | モミ属         | モミ、トドマツ                       |
| 国産材・広葉樹 |                |                                      |
| ウコギ科       | ハリギリ属     | ハリギリ、セン                       |
| カエデ科       | カエデ属       | イタヤカエデ                         |
| カツラ科       | カツラ属       | カツラ                               |
| カバノキ科     | カバノキ属     | ミズメ、マカンバ                     |
| クスノキ科     | クスノキ属     | クスノキ                             |
| くるみ科       | クルミ属       | オニグルミ                           |
| ゴマノクサ科   | キリ属         | キリ                                 |
| シナノキ科     | シナノキ属     | シナノキ                             |
| ニレ科         | ケヤキ属       | ケヤキ                               |
| ブナ科         | クリ属         | クリ                                 |
|                | コナラ属       | アカガシ、シラカシ、クヌギ、ミズナラ |
|                | シイノキ属     | シイノキ、スダジイ、コジイ           |
|                | ブナ属         | ブナ、イヌブナ                       |
| バラ科         | サクラ属       | ヤマザクラ                           |
| マメ科         | イヌエンジュ属 | イヌエンジュ                         |
| モクセイ科     | トネリコ属     | トネリコ、ヤチダモ、シオジ           |
| モクレン科     | モクレン属     | ホウノキ                             |

特用林産物とは、森林や原野から得られる産物のうち一般木材を除いたものの総称。昔は「林野副産物」や「特殊林産物」、「樹芸」
などとも呼ばれていた。
| きのこ類   | しいたけ、えのきたけ、ひらたけ、ぶなしめじ、まつたけ、きくらげ、まいたけ、エリンギなど                                 |
| 特用樹類   | 桐材、こうぞ・みつまた、けやき、山桜(葉、樹皮)、しきみ、さかき、花木等                                                 |
| 山菜類     | たけのこ、わらび、ぜんまい、わさび、あけび、くず、さんしょう、うるい、うど、みつばなどの山菜、山野草 など              |
| 薬用植物類 | がじゅつ、いちょう（葉）、きはだ（樹皮）、おうれん、マンネンタケ、メシマコブ、アガリクス（ヒメマツタケ）その他薬用植物 |
| 樹実類     | くり、くるみ、ぎんなん、やまもも、とちの実、山ぶどうなど                                                               |
| 樹脂類     | うるし、はぜの実（木ろう）、つばき油、松脂、ひのき精油など                                                             |
| 竹類       | 竹材（もうそうちく、まだけ、めだけ、くろちく、ほていちく など）、竹皮                                                  |
| 木炭等     | 薪、木炭、竹炭、菊炭（茶の湯炭）、木質成型燃料（オガライト、オガ炭など）、加工炭、木酢液、竹酢液など                   |

### 林業論
林野庁中部森林管理局長の新島俊哉は以下の主張をしている。
2017年7月時点では、樹齢の分布が10齢級を頂点とする釣り鐘形である。このままでは林業技術が伝承できないばかりか、進歩も止まる。100年はかかるであろう、植え付けから伐採まで毎年一定量の事業がある姿にしていくのが望ましい。その際、3つの点が重要である。まず森林所有者の意識を変える必要がある。所有者の特定が困難な森林が多数存在するとともに、森林からもうけが出ないため、森林を資産と考えない所有者も多い。例えば国有林が、木が高く売れ再造林する価値があるという成功例を示すことなどにより、森林所有者の意識を変えていく必要がある。第二に森林は木材という経済財であるとともに環境財でもあるという認識を持たなければならない。1945年の枕崎台風や1959年の伊勢湾台風など水害で数千人の死者・行方不明者が出たのは、森林が育っていない時期に当たる。主伐をして再造林されなければ裸地が増加し、同様な惨事を繰り返すことになる。それには都市住民に上流域の木をしっかり使うという意識を持ってもらうことが重要である。第三に林業が「業」として成り立つには徹底したコスト縮減が必要ということだ。従来は伐採から植林まで3年かけていたが、最近は1年で完了する伐採・造林一貫作業が広がってきた。さらに木材産業と連携し消費者までのサプライチェーンを築くべきである。国産材は安い外国材に苦戦しているといわれるが、2017年7月時点では国産スギよりも競合する外国のホワイトウッドの方が高い。主伐が増えサプライチェーンが構築できれば、国産材の需要も高まり評価も上がる。要するに、山にお金が戻る仕組みを確立し伐採から再造林への循環を作ることが求められる。

### 林業に関する人物
- 石谷源蔵
- 石谷憲男
- 石谷伝四郎
- 内山安兵衛
- 大西孝典
- 大呂甚衛
- 木下伊平
- 北村宗四郎
- 北村謹次郎
- 北村又左衛門
- 田部長右衛門
- 土井八郎兵衛
- 土倉庄三郎
- 布施丑雄
- 布施丑造
- 堀江正夫
- 前登志夫
- 初代諸戸清六
- 二代目諸戸清六
- 米原章三

## 作業・道具

### 基本
伐倒
古来は三ツ紐伐り（三ツ緒伐り）と呼ばれる方法が使われていたが、チェンソーの導入でほぼ使われなくなった。神社などに用いる木材には三ツ紐伐りが使用される場合もある。
- 斧、鉞
- 楔（ヤ）
- 手斧
- のこぎり（二人両手挽鋸、玉切り用鋸、チェンソー）
- 鉈
- くさび
- チルホール又は手動ウインチ

集材
- 切り出した木を馬で運ぶことを馬搬（ばはん）、地駄曳き、地駄引き（じだひき）と呼ぶ[29][30]。
- 川や水の流れを利用する方法として、木材流送、鉄砲堰、Timber slide（英語版）、Log flume（英語版）がある。
- てこやコロを使って運ぶ方法もあり、障害物が前方にある場合は、挟み梃子と呼ばれる技術を使って乗り越える[31]。
- 鳶口、Cant hook（英語版）、ガンタ（木廻し）
- 鎹（トチ）
- 木馬（キンマ、キウマ） - 木馬道を移動させるための橇
- 修羅（土修羅、Go-devil（英語版））
- Michigan logging wheels（英語版）

マーカー
間伐する木の選定用
- マーキングアックス（英語版）
- 蛍光テープ

輸送
木材流送などの水の流れを利用して送り出された。

### 機械化
材木の移動などに馬などが利用され、内燃機関の発展によってチェンソーなどが発明されたが、それらの作業を複数同時に行える高性能林業機械が発明されるようになった。
- フェラーバンチャ（英語版）
- ハーベスタ (林業)（英語版）（伐倒造材機）
- プロセッサ（造材機）
- 動力式枝打機
- スタンプグラインダー（英語版）
- ウッドチッパー（英語版） - 枝などをウッドチップにする

集材
- スキッダ（英語版）(集材機)
- ヤーダー（英語版）（タワーヤーダー）
- スウィングヤーダー（英語版）
- スチームドンキー（英語版）
- フォワーダ
- 木材運搬車（英語版）